# Choisya
Genre
Classification phylogénétique
Choisya est un genre d'arbustes de la famille des Rutaceae. C'est le genre de Choisya ternata, une espèce de buisson aromatique à feuillage persistant, vert à la base des branches puis vert anis au-dessous des fleurs blanches groupées, de 1.50 m de moyenne, fleurissant d'avril/mai à septembre.
Son introduction en Europe eut lieu vers 1825 grâce au botaniste Aimé Bonpland qui le découvrit au Mexique vers 1804 à la fin de l'expédition entreprise avec le baron prussien Alexandre de Humboldt en Amérique latine durant 5 années. Le nom scientifique du genre a été donné par Bonpland en l'honneur du botaniste genévois Jacques Denys Choisy (1799-1859).
Il est de la même famille que l'oranger. Les espèces du genre Choisya sont connues sous le nom vernaculaire d'oranger du Mexique, nommé par les anglophones mock orange (« faux oranger »), en raison des fleurs (fleurs blanches nombreuses en cyme à l'apex des pousses ou solitaires a l'aisselle de leurs feuilles) qui ressemblent à la fleur d'oranger et embaument comme elle.

## Étymologie
Le nom Choisya fut donné en hommage à Jacques Denys Choisy, botaniste suisse.

## Description
Les espèces poussent de 1 à 3 m de hauteur. Les petites feuilles sont opposées, vernissées, palmées et composées de 3 à 13 folioles (3 pour C. ternata, 13 pour C. dumosa). Chaque foliole fait de 3 à 8 cm de long et 0,5 à 3,5 cm de large. Les fleurs hermaphrodites sont en forme étoilée, de 3 à 5 cm de diamètre, elles ont de 4 à 7 sépales caducs, 4 à 7 pétales d'un blanc pur, 8 à 15 étamines libres (à anthère introse et fente longitudinale) entourant un ovaire sessile composé de 5 loges contenant chacune deux ovules (ovaire à placentation axile, avec à sa base un disque nectarifère), d'un style et d'un stigmate vert capitué à 5 lobes. Le fruit est une capsule parcheminée coriace et ovoïde à 2-6 côtes ou 2-6  cornes à son sommet.

## Utilisations

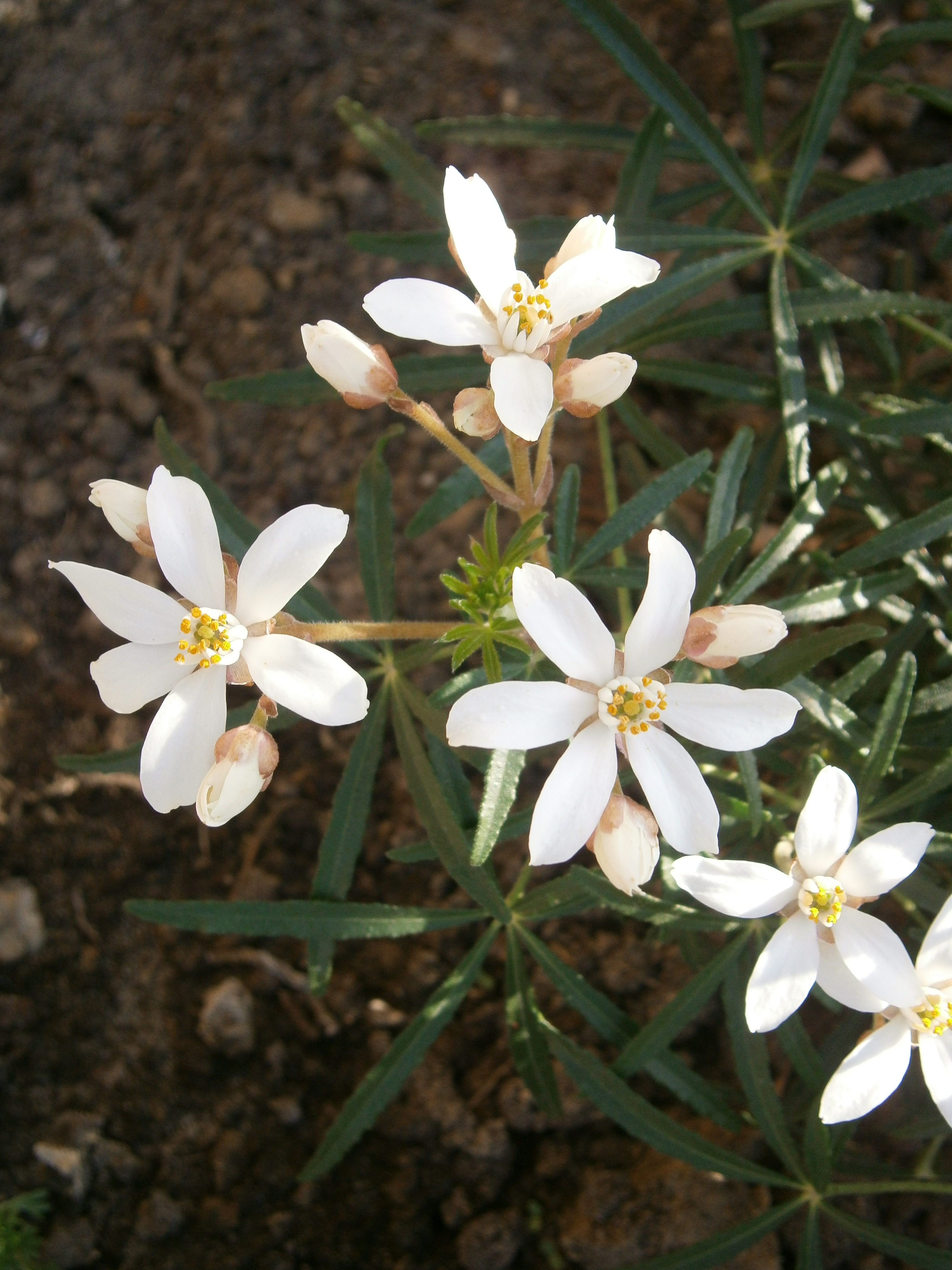
Choisya 'Aztec Pearl'

Les espèces du genre Choisya sont des plantes ornementales cultivées principalement pour leurs fleurs abondantes et parfumées dans les régions à hivers doux. Le feuillage contient des huiles essentielles et est aussi aromatique, sentant l'odeur désagréable de la rue fétide quand on le froisse ou on le coupe.
Les cultivars les plus couramment trouvés dans le commerce horticole sont les espèces, C. ternata, C. ternata 'Sundance' et C. 'Aztec Pearl' (hybride inter-spécifique C. arizonica × C. ternata).

## Ravageurs et maladies
Les espèces de Choisya peuvent être sujettes à des attaques de Pythium responsables de la « fonte des semis », en particulier lorsqu'elles sont cultivées en pots pour l'horticulture. En Europe du nord-ouest, ses principaux ravageurs sont les escargots et les limaces qui mangent non seulement les feuilles, mais dévorent aussi les jeunes rameaux, entraînant un dépérissement des branches au niveau où l'annélation s'est produite. Des chenilles sortant la nuit peuvent aussi faire de gros dégâts sur le feuillage.

## Liste d'espèces
Le genre est composé de cinq à huit espèces, selon qu'on considère ou non variétés et synonymes comme des espèces à part entière :
Selon Tropicos (7 mai 2021) :
- Choisya dumosa (Torr. & A. Gray) A. Gray 
  - Choisya arizonica Standl. (Variété de C. dumosa)
  - Choisya mollis Standl.    (Variété de C. dumosa)
- Choisya katherinae C.H. Mull.
- Choisya neglecta C.H. Mull.
- Choisya palmeri Standl.
- Choisya ternata Kunth (synonyme :  Choisya grandiflora Regel)

Choisya ternata, Choisya dumosa et Choisya katherinae ont pour nom vernaculaire Oranger du Mexique.